# Kernhofer Gscheid
Das Kernhofer Gscheid, lokal auch nur Gscheid genannt, ist ein Pass mit einer Scheitelhöhe von 970 m ü. A. in den niederösterreichischen Voralpen. Es verbindet die Orte Kernhof (im Traisental bei St. Aegyd am Neuwalde) und Terz (im Salzatal bei Mariazell). Die Passstraße hat eine maximale Steigung von 13 % und liegt fast zur Gänze im Bezirk Lilienfeld. Es ist nicht zu verwechseln mit der im gleichen Gemeindegebiet liegenden Gscheidlhöhe und der dortigen Siedlung Gscheidl.
Auf der Scheitelhöhe, die nach Süden talartig ausgeprägt ist und aus den Lagen Gscheid und Knollenhals besteht, befinden sich zwei Gasthöfe, eine kleine Kirche sowie das im Jahr 2022 stillgelegte Skigebiet Göllerlifte. Da der Wiener Wallfahrerweg nach Mariazell über das Kernhofer Gscheid führt, nützen zahlreiche Gruppen den Ort als Stützpunkt auf ihrem Weg.
Direkt südlich des Sattels erhebt sich das Kalkmassiv des Göllers (1766 m). Sein aussichtsreicher Gipfel ist auf einem markierten Anstieg in etwa zweieinhalb Stunden zu erreichen.
In Richtung Westen führt vom Kernhofer Gscheid die kurvenreiche L101 über den Michelbühel nach Ulreichsberg.